# 帕希亚

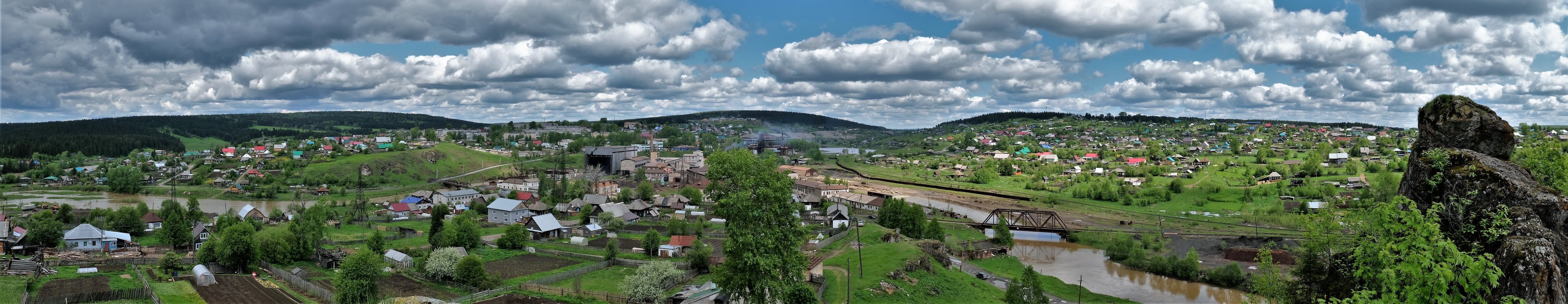
帕希亚全景图

帕希亚（羅馬化：Pashiya）是俄罗斯彼尔姆边疆区的市级镇，属戈尔诺扎沃茨克区，是该区人口最多的市级镇。地处彼尔姆边疆区东部，位于卡马河流域维利瓦河一支流维扎伊河畔，在区行政中心戈尔诺扎沃茨克西北侧、边疆区首府彼尔姆东北方。
建于1785年。该地2022年人口有3,356人；2010年人口3,898；2002年人口4,245；1989年人口5,317。